# Monte Ozol
Il Monte Ozol è una montagna delle Alpi Retiche meridionali alta 1.556 m, posta nella Val di Non, nel comune di Novella (precisamente nelle frazioni Revò, Cloz, Romallo e Cagnò), in provincia di Trento, nella zona nord-ovest della valle, a separazione della valle di Rumo dai paesi dell'alta Anaunia. Nonostante non sia una montagna molto alta, risulta comunque rilevante dal punto di vista paesaggistico: dal rilievo è possibile infatti osservare l'intera Val di Non, la Val di Sole, la valle di Bresimo oltre che la catena montuosa delle Maddalene, del Roen-Cime di Vigo, del Brenta, del gruppo del Cevedale e addirittura la Marmolada.

## Archeologia
In località Doss Ciaslir, o Doss Ciarlir, è stato ritrovato un insediamento dell'Età del Bronzo. Questo sito viene documentato per la prima volta nel 1902 da Luigi de Campi ed è stato oggetto di scavi sistematici da parte del prof. Broglio dell'Università di Ferrara nel 1961. Egli accertò che il sito presenta i resti di un luogo di culto risalente all'Età del Bronzo, ovvero al I millennio a.C. Sono state accertate anche tracce di insediamenti successivi, fino alla fase retica. 
 Nel 1968 con la Soprintendenza alle Antichità delle Venezie che già aveva seguito gli scavi del prof. Broglio, proseguono le ricerche e vengono ritrovati numerosi oggetti fra cui cocci di vasi e resti di ossa animali.

## Escursionismo
Questa montagna non è molto frequentata dagli appassionati di trekking anche perché su di essa non vi sono rifugi o malghe. È invece molto frequentata da appassionati di mountain bike, escursionisti e cacciatori locali che trovano ospitalità nelle numerose baite private.

## Calamità
Il giorno 23 aprile 2007, l'Ozol ha subito un incendio boschivo consistente che ha distrutto circa 37 ettari di bosco. L'incendio ha mobilitato un numero impressionante di gruppi volontari di vigili del fuoco oltre che alcuni elicotteri e Canadair provenienti da varie regioni italiane.